# A History of Pi
Uma História de Pi, originalmente A History of Pi e estilizado A History of π, é um livro não-fictício escrito por Petr Beckmann em 1971. Descreve o desenvolvimento da compreensão humana do número π desde civilizações antigas que conheciam apenas um ou dois dígitos até 1967, quando um computador calculou-o em 500,000 de dígitos.